# Jüdische Gemeinde Michelfeld
Die Jüdische Gemeinde in Michelfeld, einem Ortsteil der Gemeinde Angelbachtal im Rhein-Neckar-Kreis im nördlichen Baden-Württemberg, entstand wahrscheinlich schon im 16. Jahrhundert.

## Geschichte

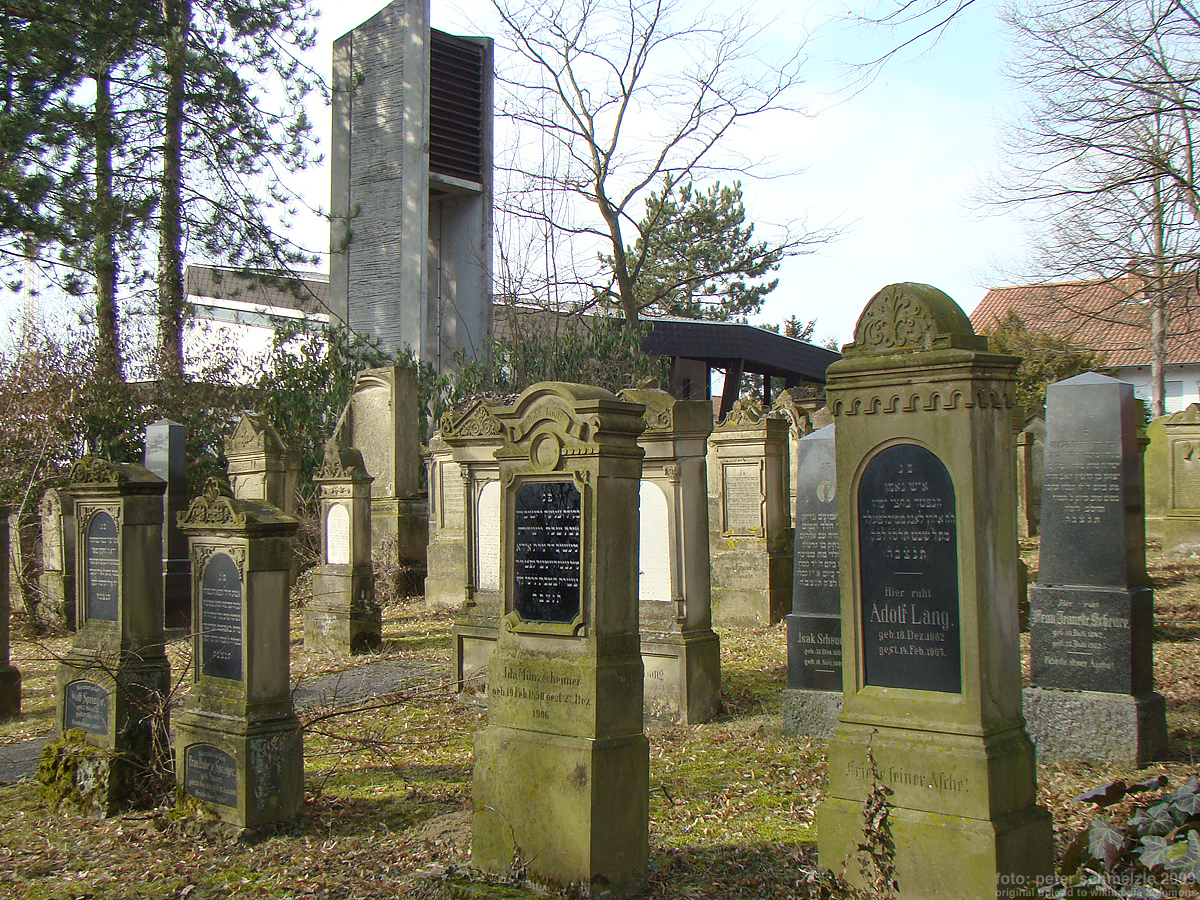
Jüdischer Friedhof in Michelfeld

Ihre Blütezeit erlebte die jüdische Gemeinde im 19. Jahrhundert, als sie eine Synagoge, einen jüdischen Friedhof und eine jüdische Elementarschule besaß. Es war ein Lehrer angestellt, der zugleich als Vorbeter und Schochet tätig war. Die Jüdische Gemeinde Michelfeld gehörte seit 1828 zum Bezirksrabbinat Bruchsal.
Die Juden verdienten ihren Lebensunterhalt durch Handel mit Vieh, Landesprodukten und Textilien. 1808 errichtete Zacharias Oppenheimer eine Wolltuchfabrik (später: Wolltuchfabrik Gebr. Oppenheimer). 1814 wurde eine mechanische Spinnerei und Walkerei errichtet, die Fabrik beschäftigte 60 bis 70 Personen.
Im Jahr 1935 lebten nur noch die Familien Lang und Strauß am Ort. Nach der offiziellen Auflösung der Gemeinde am 18. November 1935 wurden die Michelfelder Juden der Jüdischen Gemeinde Eichtersheim zugeteilt.

## Nationalsozialistische Verfolgung
Im Jahr 1933 lebten noch fünf jüdische Personen in Michelfeld, die im Oktober 1940 im Rahmen der Wagner-Bürckel-Aktion deportiert nach Gurs in Südfrankreich wurden.
Das Gedenkbuch des Bundesarchivs verzeichnet acht in Michelfeld geborene jüdische Bürger, die dem Völkermord des nationalsozialistischen Regimes zum Opfer fielen.

## Gemeindeentwicklung
| Jahr | Gemeindemitglieder |
| ---- | ------------------ |
| 1807 | 125 Personen       |
| 1825 | 172 Personen       |
| 1839 | 242 Personen       |
| 1871 | 167 Personen       |
| 1875 | 144 Personen       |
| 1887 | 134 Personen       |
| 1900 | 54 Personen        |
| 1910 | 22 Personen        |
| 1933 | 5 Personen         |